# Bobby Sherman
Robert Cabot Sherman Jr. (22. července 1943 Santa Monica – 24. června 2025 Los Angeles) byl americký zpěvák a herec. Na přelomu šedesátých a sedmdesátých let 20. století byl idolem teenagerů. Na svém kontě měl několik úspěšných singlů, zejména milionový hit „Little Woman“ (1969). V sedmdesátých letech 20. století opustil showbyznys a pracoval jako záchranář a zástupce šerifa. Příležitostně vystupoval až do devadesátých let 20. století.

## Mládí
Bobby Sherman se narodil Robertu Cabotu Shermanovi staršímu a Juanitě Shermanové v Santa Monice v Kalifornii. Vyrůstal části města Los Angeles spolu se svou sestrou Darlene.

## Kariéra
Svou kariéru započal v roce 1964, kdy začal účinkovat v hudební show Shindig! stanice American Broadcasting Company (ABC). O rok později se začal věnovat herectví. Účinkoval například v seriálu Here Come the Brides. Později hrál v seriálu Frasier a ve filmech Je to můj bratr nebo Silvestrovské představení.
V hudbě se nejvíce proslavil v druhé polovině 60. let 20. století, kdy vydal například singly „Julie“, „Do Ya Love Me“, „Easy Come, Easy Go“, „Little Woman“ nebo „La La La (If I Had You)“. Všechny se umístily v první desítce americké hitparády. Na konci sedmdesátých let 20. století se z hudební branže stáhl a začal pracovat jako záchranář. Rovněž byl záložním policistou v Los Angeles a zástupcem šerifa v okrese San Bernardino.

## Nemoc a smrt
V březnu 2025 mu byla diagnostikována rakovina ledvin ve čtvrtém stadiu. Bobby Sherman zemřel 24. června 2025 v Los Angeles ve věku 81 let.